# Playground (Steve Kuhn)
Playground is het vijfde muziekalbum dat Steve Kuhn opnam voor het Duitse platenlabel ECM Records. Zangeres Sheila Jordan kwam het kwartet van Kuhn versterken, maar reizen met een kwintet bracht te veel moeilijkheden met zich mee en dus werd er afscheid genomen van Steve Slagle, de saxofonist. Dit album is opgenomen in de Columbia Recording Studios in New York met Robert Hurwitz als producer en Manfred Eicher als uitvoerend producent.

## Musici
- Sheila Jordan – zang
- Steve Kuhn – piano
- Harvie Schwartz – contrabas
- Bob Moses – slagwerk

## Composities
Allen van Kuhn:
1. Tomorrow's son (6:02)
2. Gentle thoughts (7:22)
3. Poem for no. 15 (7:08)
4. The Zoo (4:32)
5. Deep tango (10:40)(verscheen al eerder in een andere bewerking)
6. Life’s backwards glance (5:36) (idem)

## Albums
Het album verscheen in twee gedaanten:
- de elpee in 1978
- een aparte compact discuitgave is niet verschenen (2009)
- verzamelbox Life's Backward Glance